# Helius tenuirostris
Helius tenuirostris là một loài ruồi trong họ Limoniidae. Chúng phân bố ở miền Cổ bắc.